# Улкен-Шиган
Улке́н-Шига́н (каз. Үлкен Шаған) — село у складі Панфіловського району Жетисуської області Казахстану. Адміністративний центр Улькеншиганського сільського округу.
У радянські часи село називалось Великий Чиган.
Населення — 5698 осіб (2021; 4682 у 2009, 4319 у 1999, 3765 у 1989).